# Università Tongji

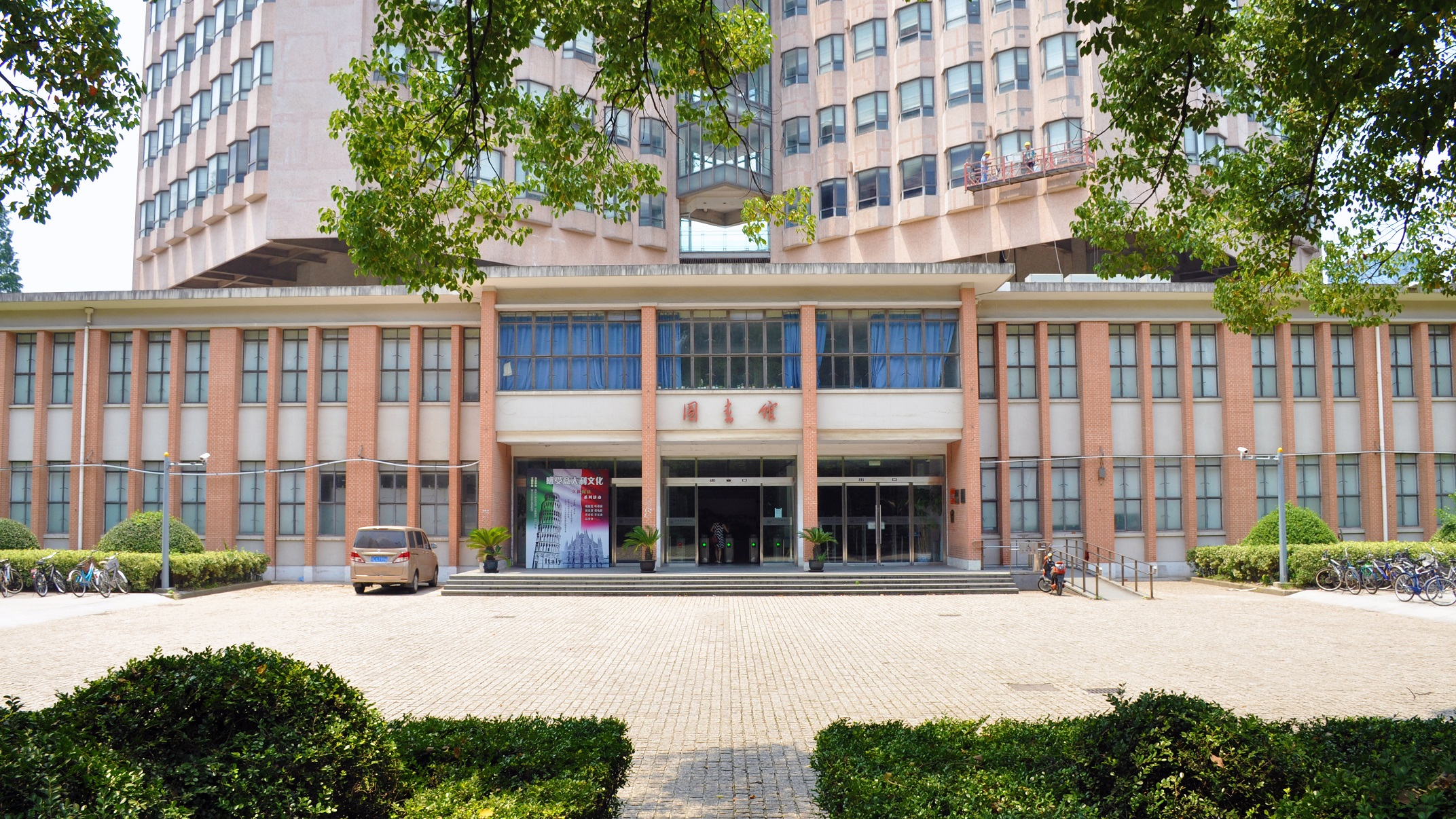

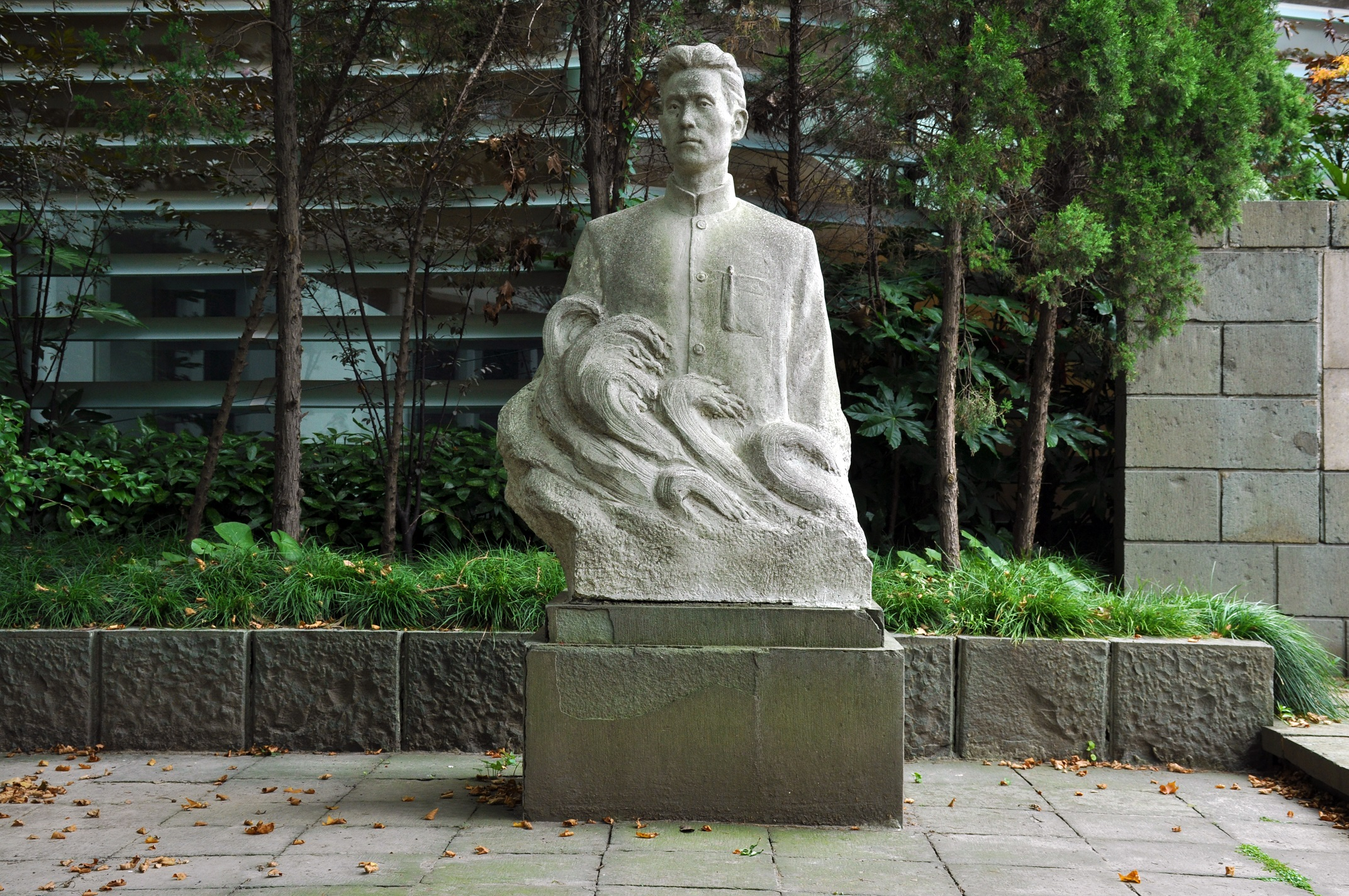

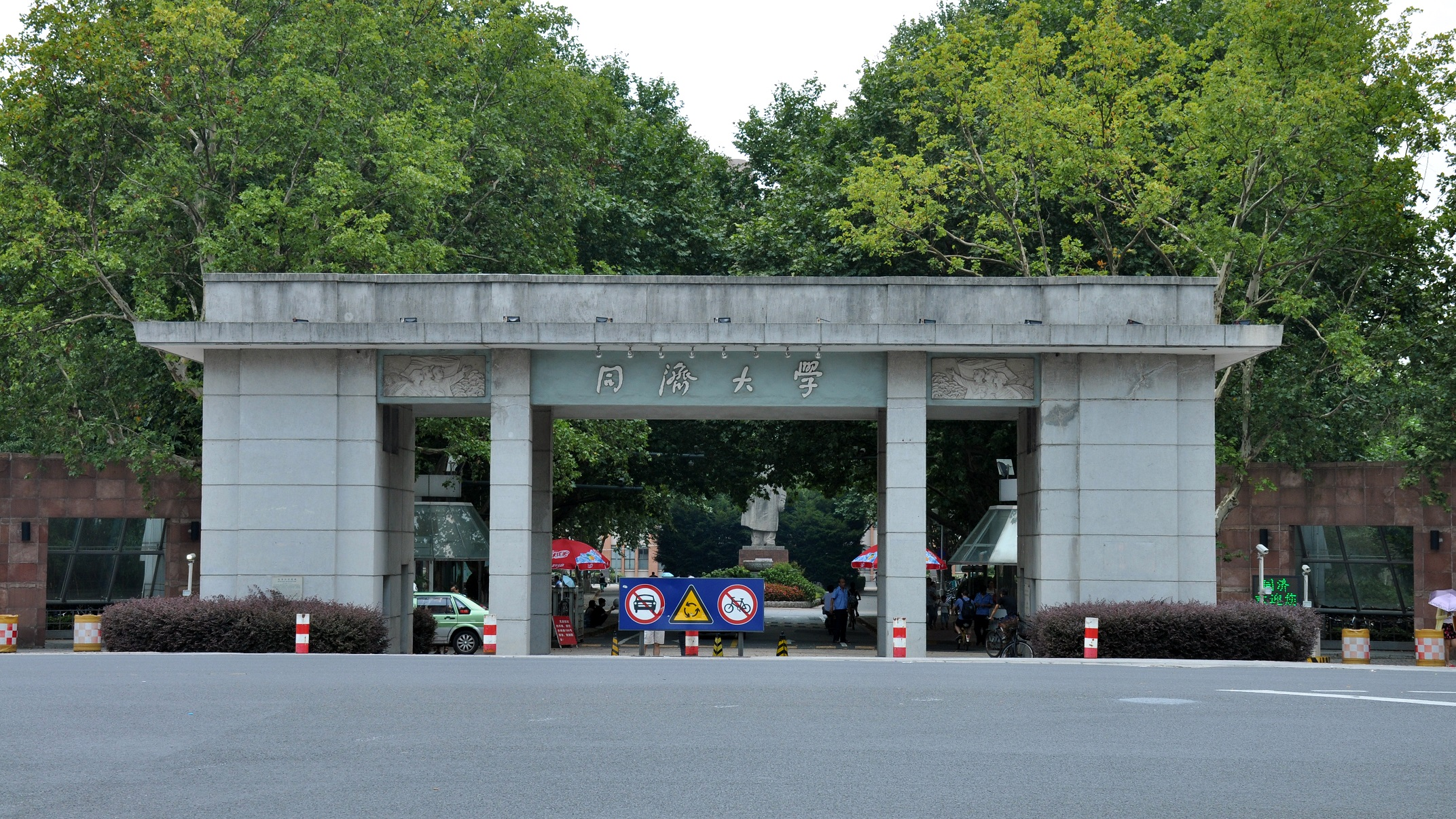
Tongji Daxue Xiaomen

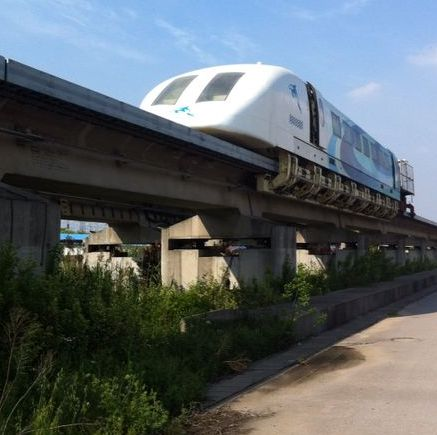
Maglev

L'Università Tongji (同濟大學T, 同济大学S, Tóngjì DàxuéP) di Shanghai è un'università cinese. Fondata nel 1907, è una delle università cinesi più antiche e prestigiose. L'università è anche una delle più grandi in Cina, con oltre 70.000 studenti e oltre 8.000 docenti. L'ateneo ha cinque campus, tutti nell'area di Shanghai; la sede principale è nel distretto Yangpu, nella parte nord orientale della città. Offre corsi di laurea, laurea magistrale e dottorato.
Il nome Tongji, approssimazione fonetica della parola tedesca deutsche (che significa tedesco), suggerisce l'idea di cooperazione (同) nell'attraversare un fiume (济), idea che viene ripresa nel logo dell'Ateneo.
Tongji è una delle tre migliori università a Shanghai, assieme all'Università Fudan e all'Università Jiao Tong di Shanghai.

## Storia
L'ateneo nasce nel 1907 con il nome di Scuola Tedesca di Medicina per Cinesi a Shanghai per iniziativa del governo tedesco e dei medici tedeschi Erich Paulun, Oscar von Schab e Paul Krieg, che già avevano fondato a Shanghai l'ospedale Tongji. 
I titoli rilasciati dalla Scuola corrispondevano ai titoli rilasciati dalle scuole di medicina in Germania.
All'attivazione dei corsi di ingegneria, nel 1912, la scuola assunse il nome di Scuola Tedesca di Medicina e Ingegneria per Cinesi a Shanghai.
Il riconoscimento formale come università cinese giunse nel 1923/1924 e l'ateneo assunse il nome di Università Tongji, poi modificato in Università Nazionale Tongji nel 1927.
Durante la Seconda guerra sino-giapponese (1937–1945), la sede dell'università fu spostata diverse volte. Prima nella provincia dello Zhejiang, poi dello Jiangxi, dello Yunnan e dello Sichuan, per tornare definitivamente a Shanghai nel 1947. Durante questo periodo il personale tedesco della Facoltà di Medicina rimase a Shanghai fondando nel 1940 l'Accademia Tedesca di Medicina a Shanghai che continuo l'attività medica ed educativa fino alla fine della guerra. Con il ritorno a Shanghai dell'Università Nazionale Tongji, l'Accademia fu reintegrata nella Facoltà di Medicina.
Negli anni successivi l'ateneo si arricchi di corsi nelle Scienze, nell'Ingegneria, nelle Arti, e nella Giurisprudenza.
In seguito alla campagna nazionale di riorganizzazione delle facoltà e dei dipartimenti, nel 1952 l'Università Tongji rafforzò gli studi di ingegneria, in particolare civile. È stata anche la prima università cinese a introdurre un corso di Pianificazione Urbanistica ed è tra le prime università autorizzate dal Consiglio di Stato Cinese ad attivare una Scuola di Dottorato.
Negli anni successivi l'ateneo si è fuso con altri istituti universitari: l'Istituto di Costruzione Urbana di Shanghai, l'Istituto di Materiali da Costruzione di Shanghai e l'Università Ferroviaria di Shanghai. Attualmente l'Università Tongji ha un'offerta didattica molto ampia che copre le scienze, l'ingegneria, la medicina, le arti, la giurisprudenza, l'economia e la gestione.

## Presente

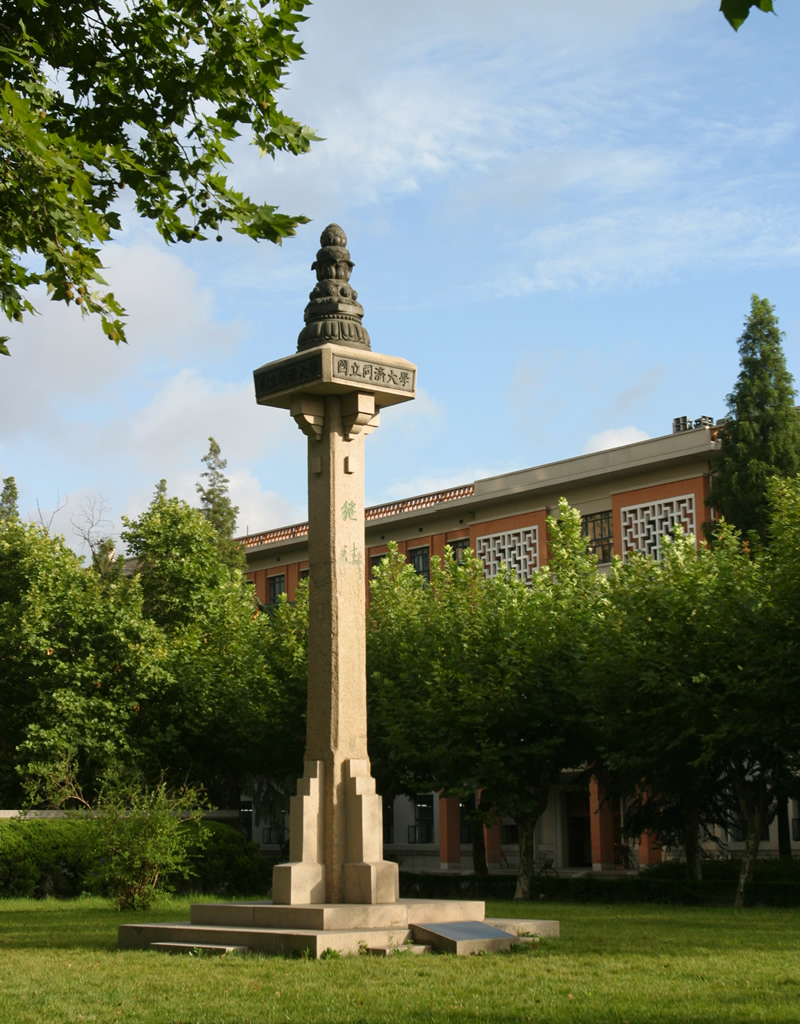
Lo huabiao nel Campus Siping

L'università offre 81 corsi laurea, 151 corsi di laurea magistrale, 58 programmi di dottorato e 13 programmi post-dottorato. Gli studenti iscritti sono oltre settantamila e il personale accademico è di oltre quattromila unità, tra i quali sei membri dell'Accademia Cinese delle Scienze e sette membri dell'Accademia Cinese di Ingegneria.
I corsi di Ingegneria Civile, Architettura e Ingegneria dei Trasporti sono di eccellenza e tra i più selettivi della Cina. L'ateneo ha 22 laboratori e centri di ricerca di rilevanza nazionale.
L'università è molto attiva nel promuovere cooperazione e scambi con altri paesi. Programmi congiunti sono attivi con i principali paesi industrializzati (tra cui l'Italia). Nel 2006, gli studenti stranieri erano oltre mille e ottocento.

## Campus
I cinque campus dell'università Tongji sono tutti all'interno della municipalità di Shanghai per una superficie totale di 2,46 km². Il Campus di Siping è in Siping Road, il Campus Ovest è in Zhennan Road, il Campus Nord è in Gonghexing Road, il Campus Est è in Wudong Road e il Campus di Jiading è in Caoan Road (曹安公路), vicino alla Anting new Town ed alla Shanghai International Automobile City.

## Organizzazione accademica

### Facoltà e Scuole
- College of Architecture and Urban Planning, su tongji-caup.org. URL consultato il 6 febbraio 2011 (archiviato dall'url originale il 22 febbraio 2011).
- College of Civil Engineering, su civileng.tongji.edu.cn. URL consultato il 6 febbraio 2011 (archiviato dall'url originale il 25 febbraio 2009).
- School of Software Engineering, su sse.tongji.edu.cn. URL consultato il 6 febbraio 2011 (archiviato dall'url originale il 4 luglio 2008).
- College of Electronics and Information Engineering, su see.tongji.edu.cn. URL consultato il 6 febbraio 2011 (archiviato dall'url originale il 24 febbraio 2011).
- College of Environmental Science and Engineering, su sese.tongji.edu.cn.
- College of Material Science and Engineering, su mat.tongji.edu.cn. URL consultato il 6 febbraio 2011 (archiviato dall'url originale il 2 aprile 2011).
- College of Mechanical Engineering, su mefaculty.tongji.edu.cn.
- College of Traffic and Transportation Engineering, su tjjt.tongji.edu.cn. URL consultato il 6 febbraio 2011 (archiviato dall'url originale il 7 luglio 2011).
- College of Automotive Engineering, su auto.tongji.edu.cn. URL consultato il 6 febbraio 2011 (archiviato dall'url originale il 12 settembre 2007).
- School of Aerospace Engineering and Applied Mechanics, su aero-mech.tongji.edu.cn.
- College of Science, su lxy.tongji.edu.cn. URL consultato il 6 febbraio 2011 (archiviato dall'url originale il 22 settembre 2004).
- College of Foreign Languages, su tongjisfl.com.
- School of Liberal Arts, su sal.tongji.edu.cn. URL consultato il 6 febbraio 2011 (archiviato dall'url originale il 29 marzo 2010).
- School of Law and Political Sciences, su alsch.tongji.edu.cn. URL consultato il 6 febbraio 2011 (archiviato dall'url originale il 24 luglio 2008).
- College of Economics and Management, su sem.tongji.edu.cn.
- College of Arts and Communications, su tjca.com.cn. URL consultato il 6 febbraio 2011 (archiviato dall'url originale il 1º agosto 2010).
- College of Life Science and Technology, su life.tongji.edu.cn.
- School of Ocean and Earth Science, su mgg.tongji.edu.cn.
- Medical School, su med.tongji.edu.cn.
- Film School, su sfa.cn.
- Women's College, su womencollege.tongji.net.

### Istituti e Centri di Ricerca
- Intellectual Property Institute, su web.tongji.edu.cn. URL consultato il 6 febbraio 2011 (archiviato dall'url originale il 7 luglio 2011).
- Institute of Further Education, su tjae.cn. URL consultato il 6 febbraio 2011 (archiviato dall'url originale il 9 agosto 2007).
- Institute of E-Education, su tjae.cn. URL consultato il 6 febbraio 2011 (archiviato dall'url originale il 9 agosto 2007).
- Institute of Higher Technology, su hb.tongji.edu.cn.
- Institute of Vocational and Technical Education, su web.tongji.edu.cn. URL consultato il 6 febbraio 2011 (archiviato dall'url originale il 29 novembre 2012).
- Institute of Automobile Marketing
- Railway & Urban Mass Transit Research Institute, su railway.tongji.edu.cn.
- German Academic Centre, su tongji-uni.com (archiviato dall'url originale il 17 luglio 2011).
- Sino-German College, su cdhk.tongji.edu.cn. URL consultato il 6 febbraio 2011 (archiviato dall'url originale il 15 dicembre 2004).
- Sino-German College of Engineering, su cdhaw.tongji.edu.cn.
- Sino-French College of Engineering and Management, su ifcim.tongji.edu.cn.
- Sino-Italian Campus, su web.tongji.edu.cn. URL consultato il 6 febbraio 2011 (archiviato dall'url originale il 26 novembre 2012).
- UNEP-Tongji Institute for Environment and Sustainable Development (IESD), su unep-iesd.tongji.edu.cn. URL consultato il 6 febbraio 2011 (archiviato dall'url originale il 4 maggio 2009).
- Tongji-Australian Institute of Technology, su tongji-uni.com (archiviato dall'url originale il 17 luglio 2011).
- Architectural Design and Research Institute, su tongji-uni.com (archiviato dall'url originale il 28 settembre 2007).
- Research Institute of Modern Agricultural Science and Engineering, su tongji-uni.com (archiviato dall'url originale il 28 settembre 2007).
- The International School of Tongji University, su tjicec.com. URL consultato il 6 febbraio 2011 (archiviato dall'url originale il 17 luglio 2011).
- Centre for Asia-Pacific Studies, su tongji-uni.com (archiviato dall'url originale il 28 settembre 2007).